# География Турции
Турция — одна из немногих стран мира, территория которых расположена в двух частях света: в Европе и в Азии. Основная её часть, полуостров Анатолия и Армянское нагорье, находится на западе Азии и занимает 755 688 км² (97 %), и поэтому Турцию обычно относят к группе стран Ближнего Востока, хотя также нередко ассоциируют с Европой и остальными странами Балкан. Европейская часть Турции (историческое название Восточная Фракия) находится на самом крайней юго-востоке Балканского полуострова и занимает 35 765 км (3 %).
Отличительная географическая особенность Турции — расположение на перекрёстке важных дорог, соединяющих Европу с Азией и черноморские страны со странами Средиземноморья. Водная система, включающая Мраморное море, проливы Босфор и Дарданеллы, является важным международным путём, соединяющим Чёрное море с Мировым океаном. В южной части Босфора и бухты Золотого Рога (Мраморное море) расположен самый большой город Турции — Стамбул (бывший Константинополь). Через Турцию проходят железнодорожная и шоссейная магистрали, связывающие Европу со многими другими странами.
Площадь страны — 780 580 км². Географический центр Турции расположен на координатах 39°55’ с. ш., 32°50’ в. д., недалеко от города Пашалы. Турция напоминает вытянутый в широтном направлении прямоугольник, который с запада на восток имеет протяжённость 1600 км, а с севера на юг — 550 км. 
Общая протяжённость сухопутной границы страны — 2628 км. Протяжённость береговой линии составляет 7168 км.
Европейская часть страны граничит на севере с Болгарией (240 км), омывается водами Чёрного моря и пролива Босфор (длина — 32 км) на востоке и Мраморного моря и пролива Дарданеллы (длина 64 км) на юге, а на западе соседствует с Грецией (206 км) и обладает выходом к Эгейскому морю.
Азиатская часть Турции на севере широким фронтом обращена к Чёрному морю и граничит с Грузией (252 км) и далее на восток с Арменией (268 км), на очень малом протяжении с Азербайджаном (9 км) и с Ираном (499 км), а на юге с Ираком (331 км) и Сирией (822 км). Южные рубежи образованы в основном Средиземным морем (12 морских миль территориального моря), западные — Эгейским морем (6 морских миль территориального моря). На Чёрном море имеет общую границу экономической зоны и континентального шельфа с Российской Федерацией и Украиной по согласованным с бывшим СССР морским границам, а с Грузией — также границу территориальных вод (12 морских миль).
Вся территория страны лежит в третьем часовом поясе. Разница во времени с Москвой отсутствует. Переход на летнее время с 2017 года не осуществляется.

## Крайние точки
1. Крайняя северная точка — 42°06′17″ с. ш. 27°14′20″ в. д.HGЯO. Эта точка находится в европейской части страны на границе с Болгарией. Эта точка находится примерно на 740 метров севернее мыса Инджебурун рядом с городом Синоп.
2. Крайняя южная точка — мыс Анамур (36°1'2" с. ш.), который находится на берегу Средиземного моря, недалеко от одноимённого города.
3. Крайняя западная точка — мыс Баба (26°10′ в. д.) также является и соответствующей крайней точкой Азии.
4. Крайняя точка на востоке страны имеет долготу 44°48’ в. д.

## Климат

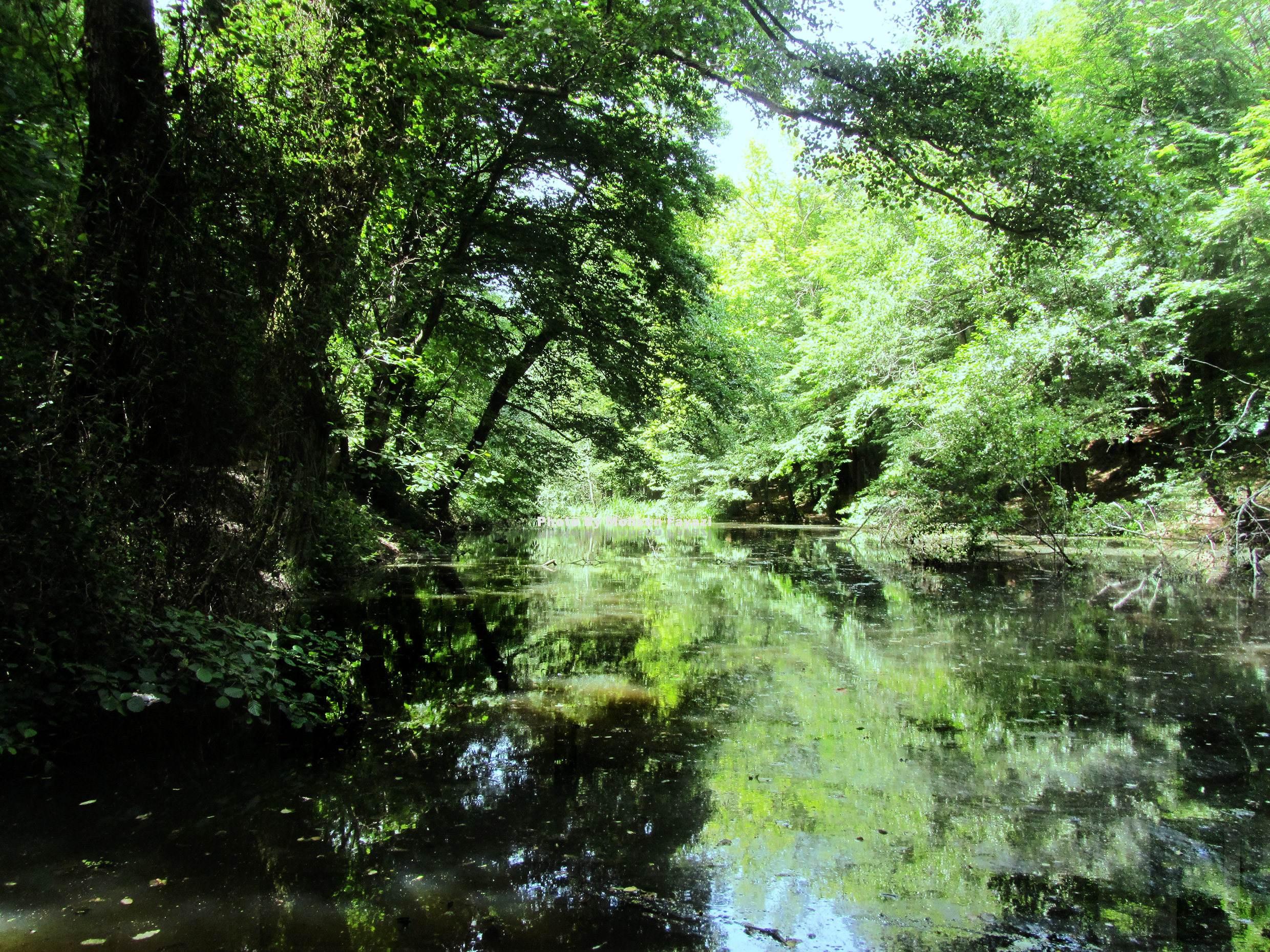
Белградский лес

Турция — страна преимущественно горная, в связи с чем климат страны имеет черты горного и континентального климата. Лето в Турции повсеместно жаркое и засушливое, зимы снежные и холодные. На Эгейском и Средиземном море климат средиземноморский, с более мягкой зимой, устойчивый снежный покров не образуется.
На Чёрном море климат умеренно-морской с характерными для него тёплым летом и прохладной зимой. Температура зимой (в январе) составляет примерно +5 °C, летом (в июле) — около +24 °C. Осадков выпадает до 1000—2500 мм в год. Летом среднесуточная температура может превысить 30 и (изредка) 35 °C, а жара может превысить +40 °C, но это бывает сравнительно редко, на южном побережье Турции.
На юго-востоке Турции климат имеет черты тропического пустынного. Влажность здесь низкая, в отличие от высокой влажности на берегу Чёрного моря.

## Леса
Площадь леса на март 2022 года составляет 23,1 млн гектар, что составляет 29,6 % площади страны.

## Рельеф

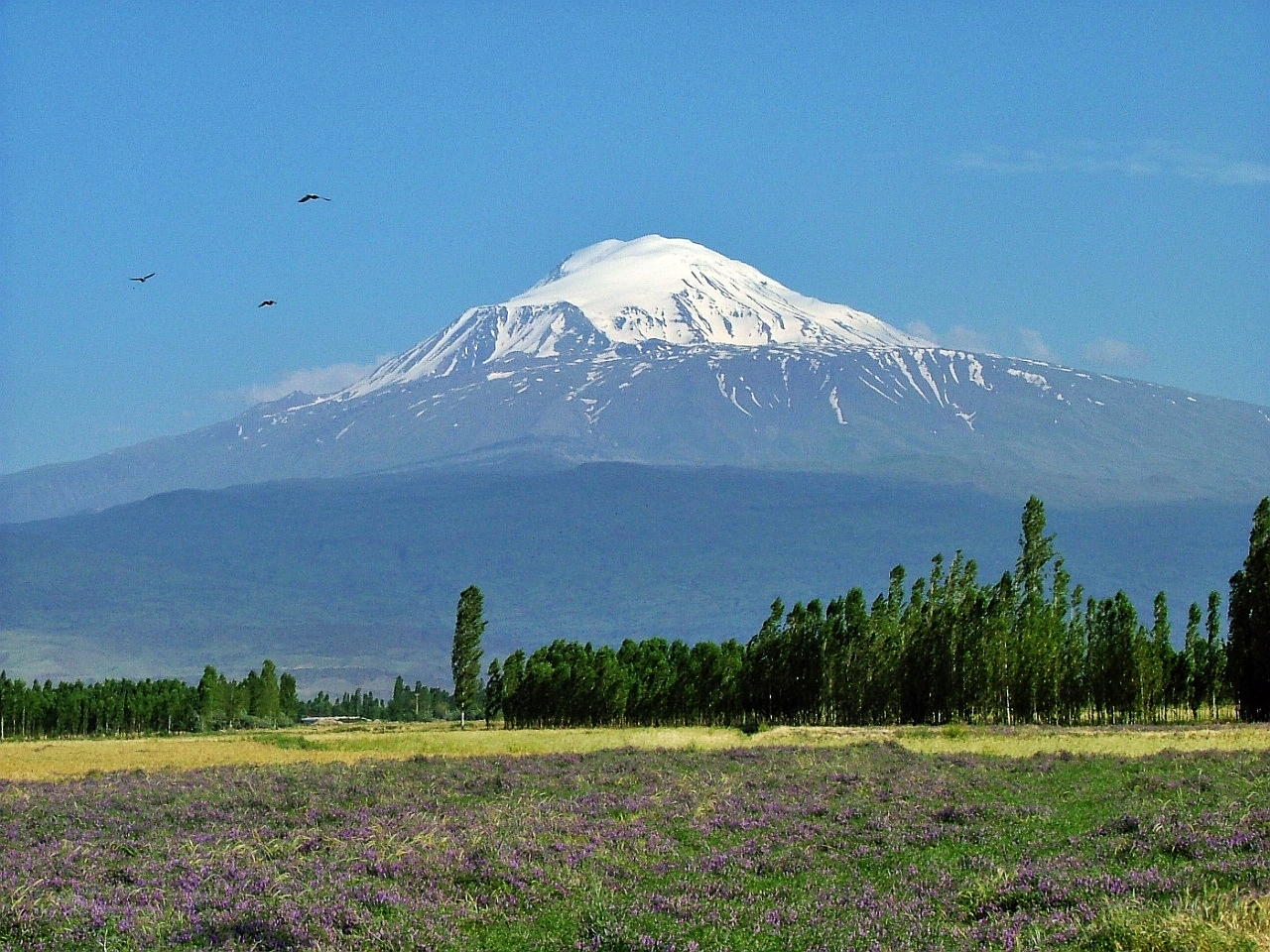
Гора Арарат — высочайшая точка Армянского нагорья

При взгляде на географическую карту Турции обращает на себя внимание обилие гор и плоскогорий. Расчленённость страны обусловливает вертикальную зональность природных ландшафтов, разнообразие дикорастущих и культурных растений, по богатству которых турецкая территория уступает, быть может, лишь разнообразию флоры Кавказа.
В Турции сочетаются высокие, расчленённые ущелья и увенчанные снежными вершинами горные хребты с глубокими котловинами, обширные сухие нагорья с вечнозелёными приморскими равнинами, утопающими в богатой субтропической растительности.
По чертам рельефа Турция — горная страна; её средняя высота над уровнем моря — около 1000 м. Почти вся территория страны занята Малоазиатским нагорьем, в составе которого различают окраинные горы (Понтийские и Тавр) и расположенное между ними Анатолийское плоскогорье, на юго-востоке которого возвышаются несколько потухших и один активный вулкан Эрджиес (3916 м). Восточная часть Турции расположена в пределах Армянского нагорья. Это самый высокий и труднодоступный район страны. Здесь находятся её высшие точки: потухшие вулканы Большой Арарат (тур. Агры, 5165 м) и Сюпхан (4434 м), а также действующий вулкан Немрут (3050 м).
Низменных равнин в стране мало, они приурочены к отдельным участкам морских побережий и к устьям рек.

### Понтийские горы
Понти́йские горы — Северо-Анатолийские горы, горная система на севере Турции. Включает в себя Западно-Понтийские горы, горы Джаник и Восточно-Понтийские горы.
Понтийские горы протянулись параллельно берегу Чёрного моря более чем на 1000 км. На востоке они доходят до границы с Грузией, на западе — до равнины в низовьях реки Сакарья. Средняя ширина гор составляет 130 км.
Понтийские горы не представляют непрерывной цепи и разделяются глубокими межгорными долинами или цепочками котловин на несколько гряд, идущих параллельно береговой линии. На севере Понтийские горы круто спускаются к Чёрному морю, оставляя узкую прибрежную полоску шириной в 5—10 км. Лишь у устья крупных рек Кызыл-Ирмак, Ешиль-Ирмак и Сакарья прибрежная равнина расширяется до 60—70 км. Имеющиеся здесь немногочисленные заливы неглубоко врезаются в сушу и окаймляются крутыми склонами продольных горных хребтов. Наиболее крупные заливы северного побережья — Синопский и Самсунский.
Средняя высота Понтийских гор — около 2500 м. В восточной части горные хребты достигают наибольшей высоты (гора Качкар, 3931 м); очень крутые склоны, альпийские гребни и отсутствие сквозных долин делают эти горы труднопроходимыми. К западу Понтийские горы понижаются до 900 м, максимальная высота их там не превышает 2000 м.
В гребневой части на востоке гор представлен альпийский рельеф.
Понтийские горы представляют собой складчато-глыбовое обрамление Малоазиатского и частично Армянского нагорий. Сложены на западе преимущественно песчаниками, известняками, андезитами, а также метаморфическими породами; на востоке — гранитами, гнейсами, кристаллическими сланцами, вулканическими породами.
На западе находится Зонгулдакский каменноугольный бассейн, а на востоке — Мургулское месторождение медных и полиметаллических руд. На северных, более влажных склонах (количество осадков в Лазистане достигает 2—3 тыс. мм в год) широколиственные леса из дуба, бука, сменяются с высотой смешанными и хвойными лесами и лугами; в западной части Понтийских гор представлена растительность типа маквис. На южных склонах горные степи и полупустыни чередуются с зарослями колючих кустарников и смешанными лесами. Подгорные равнины и межгорные котловины в значительной степени возделаны и густо населены.

### Тавр
Тавр — сложная горная система, которая протянулась на 1000 км на юге Турции, вдоль Средиземноморского побережья, образуя южные окраины Анатолийского плоскогорья. 
В силу больших внутренних различий её разделяют на три части: Западный Тавр, Центральный Тавр и Восточный Тавр.
Высота Тавра достигает 3726 м (г. Демирказик). Рельеф альпийского типа, найдены следы древнего оледенения; на западе представлен карстовые ландшафты с многочисленными водопадами, пещерами и подземными реками. В осевой зоне горы сформированы кристаллическими сланцами и другими видами метаморфических пород. Южные, круто обрывающиеся склоны сильно увлажнены (1000—3000 мм осадков в год, максимум наблюдается зимой). До 800—1000 м они покрыты преимущественно маквисом (земляничное дерево, лавр, мирт, древовидный вереск, ладанник и др.); выше — леса из дуба, кипариса, а в верхнем поясе (до 2200—2400 м) — из сосны, пихты, ливанского кедра. У верхней границы леса — заросли можжевельника, луга. На относительно пологих северных склонах, где выпадает 300—400 мм осадков в год, — степная растительность, в восточной части Тавра- горные степи и полупустыни с колючими подушковидными кустарниками. Горы прорезают Киликийские ворота.
Средиземноморский климат приморских склонов Тавра характеризуется жарким безоблачным летом и дождливой зимой. Сумма годовых осадков изменяется от 800—1300 мм, на внешних склонах — до 500—900 мм.
Северо-восточное продолжение Тавра, занятое хребтами Бинбога и Тахталы, известно ещё под названием Антитавра. Эти хребты простираются с юго-запада на северо-восток и, понижаясь, сливаются с плоскогорьем Узуняйла.

#### Западный Тавр
Горная система, дугой охватывающая залив и низменность Анталья. На западе и востоке залива горы далеко вдаются в море, занимая Ликийский и Киликийский полуострова. Довольно высокие горные хребты (Бедаг, 3086 м; Эльмалы, 3075 м) разделены глубокими долинами, изрезаны каньонами. Между хребтами Западного Тавра, особенно на его севере, расположены группы озёр и глубоких котловин (пресные озёра: Бейшехир, Эгридир, Сугла; солёные: Аджигёль, Акшехир; котловина Испарта и др.) давшие этому району название «турецкая страна озёр». Несколько обособленно расположены хребты Султан (2581 м) и Эгрибурун, имеющие необычное для Западного Тавра простирание с юго-востока на северо-запад. Наивысшая точка Западного Тавра — вершина Кизларсивриси (3086 м, тур. Kızlarsıvrısı) в хребте Бейдаглар (Бей).
Для обращённых к побережью склонов передовых хребтов Западного Тавра характерны хвойные, в основном, сосновые леса. Ближе к Анатолийскому плоскогорью повсеместны степные и полупустынные ландшафты. Из хвойных здесь встречаются кустики арчи, ниже попадаются заросли барбариса. В засушливых местах широко распространены акантолимоны — низкорослые колючие растения, произрастающие сообществами подушкообразной формы, и другие ксерофит.

#### Центральный Тавр
Центральный Тавр выделяется среди соседних отрезков Тавра наибольшей высотой и альпийским видом рельефа. Высота многих хребтов здесь превышает 3000 м. Наиболее высокие хребты Центрального Тавра — расположенный к северу от города Адана хребет Антитавр с вершиной Демирказик (3806 м, тур. Demirkazık) и расположенный к северу от города Мерсин хребет Болкар (тур. Bolkar Mountains) с вершиной Медетсиз (3524 м, тур. Medetsiz). Имеет альпийский тип рельефа. На западе и юго-западе Центральный Тавр близко подходит к Средиземноморскому побережью, круто обрываясь в море. Лишь в некоторых местах на побережье имеются узкие полоски аллювиальных равнин, как это можно наблюдать в районах Анамура, Аланьи, Силифке и Финике. Примерно у города Мерсин горы резко поворачивают на северо-восток, оставляя к югу от себя обширную аллювиальную Аданскую равнину. Юго-западную приморскую часть Аданской равнины называют Чуркурова́, северо-восточную — Юкарыова́.
До высоты 2000 м склоны гор Центрального Тавра покрывают протяжённые хвойные леса. Породы очень разнообразны: сосна, ель, лиственница, несколько видов арчи. Выше границы леса во влажных лощинах встречаются альпийские луга, а в более засушливых местах произрастают растения азиатских высокогорных пустынь и полупустынь — полынь, ксерофиты и т. п.
Высокие отвесные стены и остроконечные вершины Центрального Тавра представляют интерес для скалолазов и альпинистов. Особенно много таких объектов в районе Аладаглар, который интересен, также, как место проведения весенних горных походов 1-4 категории сложности. К майским праздникам здесь уже заканчивается сход основных лавин, и погода в Аладагларе по маю значительно устойчивее, чем на Кавказе.

#### Восточный (Армянский) Тавр
Восточный Тавр, или Армянский Тавр расположен южнее реки Мурат и озера Ван и простирается от реки Евфрат на западе до турецкой границы с Ираном и Ираком на востоке. На самом востоке в провинции Хакяри расположен горный район Джило-Сат с вершинами выше 4000 м и ледниками. Здесь находится высочайшая вершина Восточного Тавра — гора Джило (4168). Вершины в районе Джило-Сат скальные, остроконечные (альпийского типа), это единственный район Тавра, где имеются ледники. Хребет прорезан глубокими ущельями рек Евфрата и Тигра, служащими важными путями сообщения. Восточный Тавр сложен известняками, ландшафт карстовый с многочисленными водопадами, пещерами и подземными реками.
К югу от Восточного Тавра раскинулась обширная Диярбакырская котловина, постепенно понижающаяся на юг к Месопотамской равнине, лежащей уже за пределами Турции.

### Анатолийское плоскогорье
Анатоли́йское плоского́рье — это часть Малоазиатского нагорья. На юге ограничено горами Тавр, на севере — Понтийскими горами, на востоке - Армянским нагорьем . Цепочки бессточных впадин с солёными озёрами (Туз и другие), солончаками, разделённые хребтами и плато. Преобладающие высоты от 800 до 2000 м, наибольшая высота — 3916 м (вулкан Эрджияс). Сложено преимущественно осадочными породами, разбитыми разломами и смятыми в складки; возможны проявления молодого вулканизма. Ландшафт полупустынный, в горах — степи. На плоскогорье развито скотоводство и оазисное земледелие.
Анатолийское плоскогорье принято разделять на Внутреннюю Анатолию, Восточную Анатолию и Западную Анатолию.

#### Внутренняя Анатолия
Внутренняя Анатолия представляет более пониженную часть плоскогорья. Она состоит из ряда бессточных котловин, среди которых высятся наподобие островов лишь отдельные изолированные низкогорные кряжи. Высоты здесь увеличиваются с запада на восток с 800—1200 м до 1500 м на одном из таких плато, на высоте 850 м, расположена столица Турции — Анкара. В южной части плоскогорья возвышается ряд древних вулканов. В центре и на юге Внутренней Анатолии многочисленны озёра и болота, обычно солёные, часто с меняющимися очертаниями. В центре плоскогорья, на высоте 1000 м, находится второе по величине в Турции (после озера Ван) озеро Туз, известно исключительной солёностью вод. Недалеко от озера Туз находится потухший вулкан — гора Хасан высотой 3253 метра.

#### Восточная Анатолия
Восточная Анатолия расположена на Армянском нагорье, между Понтийскими горами на севере и Восточным Тавром на юге. На западе её отделяет от Внутренней Анатолии хребет Акдаг. Восточная Анатолия занята высокими горами, в среднем от 1500 до 2000 м. Здесь высокие нагорья сочетаются с глубокими котловинами. Сами горы имеют характер отдельных массивов, а также длинных цепей. Самая высокая точка Турции — гора Большой Арарат (5165 м) — расположена на востоке страны, недалеко от границы с Арменией. Отличительная особенность этих гор — строго конусообразная форма. Вершина конуса покрыта мощной снежной шапкой. В Восточной Анатолии на высоте 1720 м живописно раскинулось окружённое горами озеро Ван. 

#### Западная Анатолия
На западе Турции отчётливо выделяется горный район Западной Анатолии, включающий прибрежные части Эгейского и Мраморного морей. В Западной Анатолии горные кряжи чередуются с глубокими, широко открытыми в сторону Эгейского моря долинами рек. Перпендикулярное к морским побережьям простирание горных хребтов вызвало здесь большую изрезанность берегов Мраморного и особенно Эгейского морей.
Хребты Западной Анатолии большей частью средневысотные; отдельные же из них, например гора Улудаг (Малый Олимп), достигает почти 2500 м. Улудаг, большую часть года покрыта снегом, является наиболее живописным местом Северо-Западной Турции.
В пределах Западной Анатолии, вдоль южного берега Мраморного моря, протянулась цепь приморских равнин с лагунными пресными озёрами: Апольонт, Изник, Маньяс, Сапанджа.

### Армянское нагорье
Армя́нское наго́рье (арм. Հայկական լեռնաշխարհ, Haykakan leṙnašxarh, тур. Ermeni Yaylası), также Армянское плато, — горный регион на севере Передней Азии. Среднее из трёх Переднеазиатских нагорий. На западе без резких границ переходит в Малоазиатское нагорье, на востоке примыкает к Иранскому нагорью.
Армянское нагорье занимает площадь ок. 400,000 км2, из которых порядка 260,000 км2 (65%) входят в состав Турции, составляя более 33% ее территории.
Армянское нагорье представляет собой мощный горный узел, в котором смыкаются северные и южные окраинные цепи Малоазиатского и Иранского нагорий, образующие сложную систему хребтов и прогибов. В конце неогена всё нагорье подверглось раскалыванию и было пересечено системой трещин, вдоль которых происходили излияния лав. Лавы покрыли почти всю поверхность нагорья базальтовыми толщами, в основном сгладив неровности рельефа.
В настоящее время Армянское нагорье представляет собой обширные базальто-туфовые плоскогорья (высоты 1500—3000 м) с гигантскими вулканическими конусами (образовавшимися в более поздние этапы вулканической деятельности и достигшими нескольких тысяч метров высоты) и тектонические впадины, разделённые хребтами. Впадины, лежащие на высотах от 700 до 2000 метров, имеют сухие днища или заняты озёрами (Ван, Севан, Урмия и другими). Они являются центрами скопления населения и часто именуются по расположенным в их пределах городам — Эрзурумская, Тебризская, Араратская, Мушская и так далее.